# Instytut Metalurgii i Inżynierii Materiałowej im. Aleksandra Krupkowskiego Polskiej Akademii Nauk
Instytut Metalurgii i Inżynierii Materiałowej im. Aleksandra Krupkowskiego PAN (IMIM PAN) – instytut naukowy Polskiej Akademii Nauk z siedzibą w Krakowie. Został założony w 1953 roku. Obecną nazwę uzyskał w 1994 roku. Posiada uprawnienia do stopni naukowych doktora nauk technicznych w zakresie inżynierii materiałowej i metalurgii, doktora habilitowanego nauk technicznych w zakresie inżynierii materiałowej i metalurgii.

## Historia
W 1953 roku inicjatywy profesora Aleksandra Krupkowskiego powstał Zakład Metali w Krakowie działający w ramach Instytutu Podstawowych Problemów Techniki PAN w Warszawie. W tym kształcie organizacyjnym działał do roku 1968. W latach 1969–1977 działał jako samodzielna placówka naukowa - Zakład Podstaw Metalurgii. W 1977 roku zmieniono nazwę na Instytut Podstaw Metalurgii PAN. 5 stycznia 1994 roku poszerzenie tematyki badawczej instytutu spowodowało kolejną zmianę nazwy na obecnie obowiązującą - Instytut Metalurgii i Inżynierii Materiałowej PAN.

## Struktura

### Pracownie
- Pracownia Teorii Procesów Metalurgicznych
- Pracownia Fizykochemii Materiałów
- Pracownia Materiałów Funkcjonalnych i Konstrukcyjnych
- Pracownia Inżynierii Powierzchni i Biomateriałów
- Pracownia Struktur Anizotropowych
- Pracownia Odkształcenia Plastycznego Metali
- Pracownia Materiałów Warstwowych

### Laboratoria
- Laboratorium Fotowoltaiczne
- Laboratorium Metalurgiczne
- Laboratorium Technik Wytwarzania
- Laboratorium Obróbki Cieplnej
- Laboratorium Specjalnych Technik Mikroskopowych
- Laboratorium Badań Fizykochemicznych

### Laboratoria akredytowane
Na terenie instytutu działa sześć laboratoriów posiadających akredytację Polskiego Centrum Akredytacji:
- Laboratorium Wytrzymałości Materiałów
- Laboratorium Analitycznej Mikroskopii Elektronowej
- Laboratorium Dyfrakcji Rentgenowskiej
- Laboratorium Skaningowej Mikroskopii Elektronowej
- Laboratorium Mikrokalorymetrii
- Laboratorium Spektralnej Analizy Chemicznej

## Dyrektorzy
- Aleksander Krupkowski (1952-1970)
- Wojciech Truszkowski (1970-1988)
- Andrzej Korbel (1988-1989)
- Wojciech Truszkowski (1990-1992)
- Ryszard Ciach (1993-1999)
- Zbigniew Moser (1999-2003)
- Bogusław Major (2003-2011)
- Paweł Zięba (2011-2019)[2]
- Joanna Wojewoda-Budka (od 2019)[1]

## Kierunki badań
Pracownicy instytutu zajmują się tematyką badawczą z zagadnień szeroko pojmowanej inżynierii materiałowej i metalurgii. Do obecnie głównych nurtów badawczych należą:
- materiały i technologie przyjazne dla środowiska
  - problematyka spajania przy użyciu materiałów nie zawierających ołowiu
  - krzemowe ogniwa słoneczne
  - nowe materiały biomedyczne
- materiały funkcjonalne
  - materiały warstwowe uzyskiwane różnymi technikami
  - wytwarzanie i optymalizacja właściwości intermetalików
  - nowe generacje stopów lekkich o podwyższonych właściwościach
  - materiały metaliczne do magazynowania wodoru
  - materiały inteligentne charakteryzujące się efektem pamięci kształtu
- materiały nano- i mikrokrystaliczne
  - mechaniczna synteza i prasowanie na gorąco związków międzymetalicznych
  - materiały o ultradrobnym ziarnie uzyskiwane metodami odkształcenia plastycznego
- materiały amorficzne
- powłoki tribologiczne i antykorozyjne
- rozwijanie narzędzi badawczych i metod diagnostycznych
- ocena i prognozowanie właściwości mechanicznych tworzyw metalicznych i ceramicznych oparta na znajomości parametrów strukturalnych i krystalograficznych.

## Współpraca zagraniczna
| Państwo   | Jednostka badawcza                                                             |
| --------- | ------------------------------------------------------------------------------ |
| Bułgaria  | Institute of Metal Science, Equipment and Technologies "Acad. A. Balevski" BAS |
| Francja   | Institut de Chimie Moléculaire et des Matériaux d'Orsay                        |
| Francja   | Institut de Chimie et des Matériaux Paris-est ICMPE-CNRS                       |
| Hiszpania | University of Granada                                                          |
| Holandia  | Eindhoven University of Technology                                             |
| Kanada    | Uniwersytet Alberty                                                            |
| Kanada    | University of Saskatchewan                                                     |
| Rosja     | Institute of Solid State Physics RAS                                           |
| Rosja     | Institute for Metal Superplasticity Problems RAS                               |
| Rosja     | A. A. Baikov Institute of Metallurgy and Materials Science RAS                 |
| Słowacja  | Institute of Materials and Machine Mechanics SAV                               |
| Ukraina   | Institute for Applied Problems of Mechanics and Mathematics NASU               |
| Węgry     | Research Institute for Technical Physics and Materials Science HAS             |

## Wydawnictwa
Instytut wspólnie z Komitetem Metalurgii PAN wydaje Archives of Metallurgy and Materials.